# Попелево-Фольварк
Попелево-Фольварк (пол. Popielewo-Folwark) — село в Польщі, у гміні Скульськ Конінського повіту Великопольського воєводства.
У 1975-1998 роках село належало до Конінського воєводства.